# Miguel Gullander
Miguel Gullander (* 1975; † 11. März 2024 in Luanda, Angola) war ein portugiesisch-schwedischer Lusitanist, Schriftsteller und Romancier, Pädagoge, Übersetzer und Hochschullehrer.

## Leben und Wirken
Miguel Gullander wurde als Sohn eines Portugiesen und einer Schwedin geboren. Er lebte bis 2001 in Schweden, seitdem war er vor allem in Afrika beruflich unterwegs. Nach einem Studium der Entwicklungspädagogik sowie der Philosophie, Lusitanistik und Literaturwissenschaften an der Universität von Stockholm ging er nach Mosambik, auf die Kap Verden, nach Angola, Südafrika, Namibia, Guinea-Bissau und São Tomé und Príncipe, wo er an Gymnasien als Lehrer und pädagogischen Hochschulen als Dozent und Professor tätig war.
Zu seinen wichtigsten Stationen gehörten seine Tätigkeit als Lektor am Instituto Camões in Windhoek, als Professor an der pädagogischen Hochschule in Benguela oder als Lehrer für Philosophie und Literatur am Patrice-Lumumba-Gymnasium in Benguela. Außerdem war er Professor an der Agostinho-Neto-Universität in Luanda.
In seiner pädagogischen Arbeit ging es ihm vor allem darum, die Rechte von Kindern und Jugendlichen zu stärken und sie für die Zukunft in ihren Ländern und der Welt als starke Persönlichkeiten zu bilden. Dabei entwickelte er Konzepte, die auf die jeweiligen Länder und Kulturen ausgerichtet waren und auf die Zukunft zielten.
José Eduardo Agualusa und  Abdulai Silá schrieben über seine Bücher Kurzkritiken.
Als Autor verfasste er drei Romane und eine Sammlung Erzählungen. Er schrieb darin über ungewöhnliche Texte und Kontexte, so über Wikinger (für einen portugiesischen Autor eher ungewöhnlich) und verwob die afrolusitanische und lusitanische Kultur mit der nordisch-schwedischen Kultur in den Romanen, was einen einzigartigen Mix darstellt. Seine Werke wurden auch ins Schwedische übersetzt. Im Gegenzug übersetzte er Werke englischsprachiger und schwedischer Autoren ins Portugiesische. Damit ist Gullander ein wichtiges Bindeglied zwischen der lusitanischen und der skandinavisch-schwedischen Kultur.
Miguel Gullander starb am 11. März 2024 in Luanda.

## Werke
- A Balada do Marinheiro-de-Estrada, 2005.
- Perdido da Volta, 2008.
- Atraves de Chuva, 2014.
- O feiticeiro, 2023.